# Ché (tijdschrift)
Ché is een voormalig Nederlandstalig Belgisch maandblad.

## Historiek
Het blad werd opgericht in maart 2000. Het werd uitgegeven door Think Media Magazines, een dochteronderneming van De Vrije Pers. Het richtte zich op mannen en bracht een mix van lifestyle en adventure doorspekt met fotoreportages met een ruime aandacht voor vrouwelijke Bekende Vlamingen.
Eind 2015 werd het blad overgenomen door Cascade, samen met de zusterbladen Motoren & Toerisme, Motorwereld en Menzo. Bij de overname had het tijdschrift een bereik van 15.000 lezers. Deze overnamen ging gepaard met een inhoudelijke heroriëntering waarbij onder meer de aandacht voor "babes" verminderde. In juli 2016 werd de publicatie van het tijdschrift stopgezet.

## Redactie
| Periode   | Hoofdredacteur                  |
| --------- | ------------------------------- |
| 2000-2001 | Alain Grootaers                 |
| 2001-2002 | Geert De Vriese                 |
| 2002-2005 | Jan Schuddinck                  |
| 2005-2008 | Ben Pays                        |
| 2008-2015 | Günther Van Hassel              |
| 2015-2016 | Jonas Heyerick Jelle Vermeersch |